# Fejlesztői környezet
A fejlesztői környezet olyan programozási eszközök, könyvtárak és beállítások csoportja, melyekkel a szoftverfejlesztés során a felhasznált programozási nyelven vagy nyelveken létrehozott forráskódokat futáskész állapotba lehet hozni és azt tesztelni. Ez jelentheti a fordítást, vagy nem önálló programok futtatási környezetbe helyezését. Mindkét esetben a környezet általában tartalmazza a futtatókörnyezetet is a tesztelés miatt.
Sok esetben a felhasznált programozási nyelv rendelkezik egy olyan csomaggal, melyet telepítve a fejlesztői gépen ez a környezet automatikusan létrejön.
Sok (általában grafikus felületre szánt programok írására alkalmas) nyelv rendelkezik saját forráskód szerkesztővel „egybeépített” fordítóval, ezt hívják integrált fejlesztői környezetnek.
A fejlesztői környezet nagyobb méretű, szerteágazóbb programok esetében nem merül ki a fent említett csomagok összességében. A fejlesztés során rengeteg felhasznált programkönyvtár, segédprogram, esetleg a fejlesztési lépések vagy a tesztelés segítésére szolgáló rövid egyedi segédprogramok, illetve egy szerteágazó jegyzékrendszer („mappák” adott szerkezete) alkotja.
A fejlesztői környezet csak a fejlesztést végző személy(ek) által használt számítógép(ek)en szükségesek. A kész program csak a futtatókörnyezetet igényli.